# Daniel Bump
Daniel Bump (* 13. Mai 1952) ist ein US-amerikanischer Mathematiker, der sich mit automorphen Formen, Darstellungstheorie und Zahlentheorie befasst. Bump ist Professor an der Stanford University.
Bump studierte am Reed College mit dem Bachelor-Abschluss 1974 und wurde 1982 an der University of Chicago bei Walter Baily promoviert (Automorphic forms on GL(3,R)). Als Post-Doktorand war er Lecturer an der University of Texas at Austin und 1985/86 am Institute for Advanced Study. 1986 wurde er Assistant Professor, 1990 Associate Professor und 1995 Professor in Stanford. Er ist Fellow der American Mathematical Society.
Er befasste sich unter anderem mit L-Funktionen, der metaplektischen Gruppe, Whittaker-Funktionen und vielfachen Dirichletreihen, mit Toeplitz-Matrizen, Voronoi-Summationsformeln und exakt lösbaren Modellen der statistischen Mechanik (Schur-Polynome und Yang-Baxter-Gleichungen). Er schrieb auch Software für das Sage-Projekt mathematischer Software von William A. Stein.

## Schriften
- Automorphic forms on {\displaystyle GL(3,\mathbb {R} )} (= Lecture Notes in Mathematics. 1083). Springer, Berlin u. a. 1984, ISBN 3-540-13864-1.
- mit Solomon Friedberg, Jeffrey Hoffstein: On some applications of automorphic forms to number theory. In: Bulletin of the American Mathematical Society. Band 33, Nr. 2, 1996, S. 157–175, doi:10.1090/S0273-0979-96-00654-4.
- Automorphic Forms and Representations (= Cambridge Studies in Advanced Mathematics. 55). Cambridge University Press, Cambridge u. a. 1997, ISBN 0-521-55098-X.
- Algebraic Geometry. World Scientific, Singapur u. a. 1998, ISBN 981-023561-5.
- Spectral Theory and the Trace Formula. In: Joseph Bernstein, Stephen Gelbart (Hrsg.): Introduction to the Langlands Program. Birkhäuser, Boston MA u. a. 2003, ISBN 0-8176-3211-5, S. 153–196, doi:10.1007/978-0-8176-8226-2_8.
- Lie Groups (= Graduate Texts in Mathematics. 225). Springer, New York NY u. a. 2004, ISBN 0-387-21154-3.
- mit Ben Brubaker, Solomon Friedberg: Weyl group multiple Dirichlet Series.
  - Teil I: mit Gautam Chinta, Jeffrey Hoffstein in: Solomon Friedberg, Daniel Bump, Dorian Goldfeld, Jeffrey Hoffstein (Hrsg.): Multiple Dirichlet Series, Automorphic Forms, and Forms and Analytic Number Theory. Proceedings of the Bretton Woods Workshop on Multiple Dirichlet Series, Bretton Woods, New Hampshire, July 11–14, 2005 (= Proceedings of Symposia in Pure Mathematics. 75). American Mathematical Society, Providence RI 2006, ISBN 0-8218-3963-2, S. 91–114;
  - Teil II: The stable case. In: Inventiones Mathematicae. Band 165, Nr. 2, 2006, S. 325–355, doi:10.1007/s00222-005-0496-2;
  - Teil III: mit Jeffrey Hoffstein: Eisenstein Series and Twisted {\displaystyle A_{\text{r}}}. In: Annals of Mathematics. Serie 2, Band 166, Nr. 1, 2007, S. 293–316, JSTOR:20160061.
- mit Ben Brubaker, Solomon Friedberg: Gauss sum combinatorics and metaplectic Eisenstein series. In: David Ginzburg, Erez Lapid, David Soudry (Hrsg.) Automorphic forms and L-functions I. Global Aspects (= Contemporary Mathematics. 488). American Mathematical Society u. a., Providence RI u. a. 2009, ISBN 978-0-8218-4706-0, S. 61–81.
- mit Ben Brubaker, Solomon Friedberg: Eisenstein series, crystals and ice. In: Notices of the American Mathematical Society. Band 58, Nr. 11, Dezember 2011, S. 1563–1571, (Digitalisat).
- mit Ben Brubaker, Solomon Friedberg: Schur Polynomials and the Yang-Baxter-Equation. In: Communications in Mathematical Physics. Band 308, Nr. 2, 2011, S. 281–301, doi:10.1007/s00220-011-1345-3.
- mit Ben Brubaker, Solomon Friedberg: Weyl Group Multiple Dirichlet Series, Eisenstein Series and Crystal Basis. In: Annals of Mathematics. Serie 2, Band 173, Nr. 2, 2011, S. 1081–1120, JSTOR:29783225.
- mit Ben Brubaker, Solomon Friedberg: Weyl group multiple Dirichlet series. Type A combinatorial theory (= Annals of Mathematical Studies. 175). Princeton University Press, Princeton NJ u. a. 2011, ISBN 978-0-691-15066-6.
- als Herausgeber mit Solomon Friedberg, Dorian Goldfeld: Multiple Dirichlet series, {\displaystyle L}-functions and automorphic forms (= Progress in Mathematics. 300). Birkhäuser, Boston MA u. a. 2012, ISBN 978-0-8176-8333-7.